# Kōkaku no Pandora
Kōkaku no Pandora: Ghost Urn (紅殻のパンドラ -GHOST URN-?) es un manga basado en un concepto de Masamune Shirow e ilustrado por Kōshi Rikudō. Comenzó la serialización en la revista Newtype Ace de Kadokawa Shoten desde octubre de 2012, pasando posteriormente su publicación a la web Niconico Ace. Una serie de anime producida por Studio Gokumi y AXsiZ, que estrenó originalmente como una película en diciembre de 2015, fue emitida entre el 8 de enero y el 25 de marzo de 2016.

## Personajes
Nene Nanakorobi (七転 福音 Nanakorobi Nene?)
 Seiyū: Sanae Fuku
Clarion (クラリオン Kurarion?)
 Seiyū: Manami Numakura

Uzal Delilah (ウザル・デリラ Uzaru Derira?)
 Seiyū: Atsuko Tanaka
Takumi Korobase (崑崙八仙 拓美 Korobase Takumi?)
 Seiyū: Marie Miyake
BUER (Base of Unearthed Resources) (ブエル (中枢制御装置) Bueru (Chūsū Seigyo Sōchi)?)
 Seiyū: Junpei Morita
Vlind** * (ブリ○○・○ー○○○ Buri** ****?)
 Seiyū: Satsumi Matsuda
Bunny (バニー Banī?)
 Seiyū: Rie Murakawa
Robert Altman (ロバート・アルトマン Robāto Arutoman?)
 Seiyū: Tetsu Inada
Ian Kurtz (イアン・クルツ Ian Kurutsu?)
 Seiyū: Junichi Suwabe
Amy Gilliam (エイミー・ギリアム Eimī Giriamu?)
 Seiyū: Maria Naganawa

## Contenido de la obra

### Manga
El manga, escrito e ilustrado por Kōshi Rikudō y basado en un concepto de Masamune Shirow, comenzó a publicarse en la revista Newtype Ace de Kadokawa Shōten el 10 de octubre de 2012. Cuando Newtype Ace dejó de publicarse el 10 de julio de 2013, la serie se transfirió al sitio web Niconico Ace de Kadokawa , donde reanudó su publicación el 17 de septiembre de 2013.

#### Lista de volúmenes
| N.º | Fecha de lanzamiento     | ISBN original          |
| --- | ------------------------ | ---------------------- |
| 1   | 7 de marzo de 2013       | ISBN 978-4-04-120645-4 |
| 2   | 8 de agosto de 2013      | ISBN 978-4-04-120849-6 |
| 3   | 10 de enero de 2014      | ISBN 978-4-04-120988-2 |
| 4   | 26 de junio de 2014      | ISBN 978-4-04-101682-4 |
| 5   | 26 de diciembre de 2014  | ISBN 978-4-04-101683-1 |
| 6   | 26 de junio de 2015      | ISBN 978-4-04-103081-3 |
| 7   | 26 de diciembre de 2015  | ISBN 978-4-04-103781-2 |
| 8   | 26 de marzo de 2016      | ISBN 978-4-04-103986-1 |
| 9   | 26 de octubre de 2016    | ISBN 978-4-04-104868-9 |
| 10  | 25 de marzo de 2017      | ISBN 978-4-04-105442-0 |
| 11  | 8 de septiembre de 2017  | ISBN 978-4-04-106079-7 |
| 12  | 10 de marzo de 2018      | ISBN 978-4-04-106537-2 |
| 13  | 10 de julio de 2018      | ISBN 978-4-04-107143-4 |
| 14  | 10 de noviembre de 2018  | ISBN 978-4-04-107600-2 |
| 15  | 10 de abril de 2019      | ISBN 978-4-04-108106-8 |
| 16  | 10 de septiembre de 2019 | ISBN 978-4-04-108675-9 |
| 17  | 10 de febrero de 2020    | ISBN 978-4-04-109031-2 |
| 18  | 10 de julio de 2020      | ISBN 978-4-04-109725-0 |
| 19  | 10 de noviembre de 2020  | ISBN 978-4-04-110807-9 |
| 20  | 10 de marzo de 2021      | ISBN 978-4-04-111184-0 |
| 21  | 10 de agosto de 2021     | ISBN 978-4-04-111561-9 |
| 22  | 8 de enero de 2022       | ISBN 978-4-04-111562-6 |
| 23  | 8 de julio de 2022       | ISBN 978-4-04-112845-9 |
| 24  | 10 de febrero de 2023    | ISBN 978-4-04-112846-6 |
| 25  | 8 de septiembre de 2023  | ISBN 978-4-04-114163-2 |
| 26  | 8 de noviembre de 2024   | ISBN 978-4-04-115202-7 |

### Anime
La adaptación al anime producida por Studio Gokumi y AXsiZ fue anunciada en la revista Gundam Ace de Kadokawa en octubre de 2015. La serie fue dirigida por Munenori Nawa, con guiones de Tatsuya Takahashi y diseño de personajes por Takuya Tani. El anime fue lanzado originalmente como película, que recibió un estreno limitado de dos semanas desde del 5 de diciembre de 2015, antes de emitirse como serie en Tokyo MX entre el 8 de enero y el 25 de marzo de 2016. El tema de apertura es «hopeness» de Zaq, mientras que el tema final es "LoSe±CoNtRoL" (ルーズコントロール Rūzu Kontorōru?) interpretado por Sanae Fuku y Manami Numakura.

#### Lista de episodios
| N.º | Título                                                                        | Fecha de emisión original |
| --- | ----------------------------------------------------------------------------- | ------------------------- |
| 1   | «Tekigō-sha - Adeputa - (適合者 -アデプタ-?)»                                 | 8 de enero de 2016        |
| 2   | «Daishin Dochika - Jiofuronto - (大深度地下 -ジオフロント-?)»                 | 15 de enero de 2016       |
| 3   | «Gisō Kūkan -Terariumu- (偽装空間 -テラリウム-?)»                             | 22 de enero de 2016       |
| 4   | «Ryōri no Tetsujin -Kitchin Dorajji- (料理の鉄人 -キッチン・ドラッジ-?)»      | 29 de enero de 2016       |
| 5   | «Tsūshin Shōgai -Shisutemu Daun- (通信障害 -システム・ダウン-?)»              | 5 de febrero de 2016      |
| 6   | «Konpaku -Sentoraru Nābasu Yunitto- (魂魄 -セントラル・ナーバス・ユニット-?)» | 12 de febrero de 2016     |
| 7   | «Ningyō-shi -Papettia- (人形師 -パペッティア-?)»                              | 19 de febrero de 2016     |
| 8   | «Daikasai -Inferuno- (大火災 -インフェルノ-?)»                                | 26 de febrero de 2016     |
| 9   | «Kichi Kyōshū -Asaruto- (基地強襲 -アサルト-?)»                               | 4 de marzo de 2016        |
| 10  | «Kyōfu -Fia- (恐怖 -フィア-?)»                                                | 11 de marzo de 2016       |
| 11  | «Kokoro no Arika -Gōsuto Ān- (心の在処 -ゴーストURN-?)»                       | 18 de marzo de 2016       |
| 12  | «Kibō -Erupisu- (希望 -エルピス-?)»                                           | 25 de marzo de 2016       |